# Mike Róbert
Mike Róbert (Temesvár, 1984. május 8. –) világ- és Európa-bajnok magyar kenus.

## Sportpályafutása
12 éves korában osztályfőnöke javaslatára kezdett el sportolni.
A 2002-es ifjúsági Európa-bajnokságon négyes 500 méteren harmadik volt. Az U23-as Eb-n négyes 1000 méteren 2004-ben negyedik, 2005-ben és 2007-ben harmadik helyezést szerzett. 
Kenu négyesben 1000 méteren Balázs Gáborral, Metka Mártonnal és Sáfrán Mátyással a 2006-os síkvízi kajak-kenu Európa-bajnokságon és a 2007-es síkvízi kajak-kenu világbajnokságon egyaránt a harmadik, a 2007-es síkvízi kajak-kenu Európa-bajnokságon pedig a második helyen végzett. Ugyanebben a számban a 2009-es síkvízi kajak-kenu Európa-bajnokságon már Sarudi Pál, Tóth Márton és Volein Viktor csapattársaként szerzett ezüstérmet. A 2010-es síkvízi kajak-kenu világbajnokságon kenu kettesben 1000 méteren Tóth Márton párjaként volt bronzérmes. A 2011-es síkvízi kajak-kenu Európa-bajnokságon kenu négyes 1000 méteren Európa-bajnok lett (Sáfrán Mátyás, Sáfrán Mihály, Tóth Márton), a 2012-es gyorsasági kajak-kenu Európa-bajnokságon pedig ugyanezen számban bronzérmet szerzett (Németh Szabolcs, Tóth Márton, Vasbányai Henrik).
Vasbányai Henrikkel kettesben a 2013-as gyorsasági kajak-kenu Európa-bajnokságon 1000 méteren második helyet, 500 méteren hetedik helyezést ért el, a 2013-as világbajnokságon 1000 méteren világbajnok, 500 méteren pedig második lett. 2014-ben Európa-bajnokságot nyertek 1000 méteren, a világbajnokságon pedig 500 méteren ötödikek, 1000 méteren másodikok lettek. A 2015-ös világbajnokságon 1000 méteren ezüstérmet, a 2015. évi Európa-játékokon negyedik helyet, a 2016-os Európa-bajnokságon bronzérmet szereztek.

## Díjai, elismerései
- Az év magyar kenusa (2015)[1]

## Családja
2011-ben született meg kisfia.